# Skevroder

Skevning med hjälp av skevroder. Skevroderbromsningens verkan visas inte.

Skevroder (engelska: aileron), inom aeronautik, är roderytor eller rörliga vingklaffar utmed bärplanen hos bevingade farkoster och projektiler som vid funktion ställs snett mot färdriktningen, givande bärplanen en skev form som aerodynamiskt vrider den flygande kroppen kring sin längdaxel, vilket används i manövrerande syfte, såsom girning, skevning, rollning och bistånd under svängning. Skevrodren styrs genom vridning på ratten eller genom att röra spaken i sidled och arbetar alltid i par, där det ena vinklas nedåt, för att höja lyftkraften på den vingen, samtidigt som det andra vinklas uppåt, för att sänka lyftkraften på den vingen. Följden blir att planet rollar (roterar runt sin egen axel), se bild.
Då det roder som vinklas neråt skapar större inducerat motstånd än det som vinklas uppåt skapas ett girmoment som girar planet mot vingen med det nedåtvinklade skevrodret. Detta fenomen kallas för Skevroderbroms. Girmomentet kan minskas bland annat genom att skevrodrens vinkling nedåt begränsas, eller genom att skevrodren utformas på så vis att deras framkanter sticker ut på undersidan av vingen när rodret vinklas uppåt.